# Adamów (gmina Żarnów)
Adamów – wieś w Polsce, położona w województwie łódzkim, w powiecie opoczyńskim, w gminie Żarnów.
Wieś wchodzi w skład sołectwa Siedlów.
W latach 1975–1998 miejscowość należała administracyjnie do województwa piotrkowskiego.
Wierni Kościoła rzymskokatolickiego należą do parafii Niepokalanego Serca Najświętszej Maryi Panny w Machorach.

## Historia
Pierwotna nazwa miejscowości to Jadamów. W 1577 roku własność Drzewickich. We wsi znajdował się dwór oraz 14 domów i 112 mieszkańców. Ziemię włościańską stanowiło 238 mórg. Następnie Adamów wszedł w skład majątku Machory i jak wskazują spisy urzędowe z lat 1775 i 1789 stanowił własność podpułkownika wojsk koronnych, kalwina Marcina Dołęgi. Należały do niego również: Chełsty, Marcinków, Machory, Młynek, Myślibórz, Sulborowice i Wesoła. Dziedzic tego rozległego majątku zajmował się głównie produkcją surówki wielkopiecowej. Posiadał on 6 dymów fabrycznych w Młynku i 4 w Machorach. Okolice te obfitowały również w złoża rudy żelaznej i glinki ogniotrwałej oraz zasoby wodne i drzewne.
Kolejnymi właścicielami tych dóbr w latach 30. XIX wieku była znana warszawska rodzina przemysłowców – Fraenklów.